# Heinrich Kurz
Heinrich Kurz (Parigi, 1805 – Aarau, 1873) è stato un filologo, sinologo e storico della letteratura tedesco.
Liberale, dovette fuggire dall'autoritaria Germania della prima metà del XIX secolo per rifugiarsi ad Aarau, divenendone bibliotecario.
Fu autore di una monumentale storia della letteratura tedesca (1872).